# Heinrich Matthias von Thurn

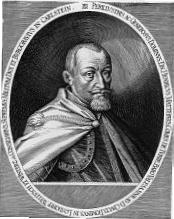
Heinrich Matthias von Thurn arcképe

Heinrich Matthias von Thurn, magyarosan Thurn Mátyás Henrik vagy egyszerűen Thurn Mátyás, csehül: Jindřich Matyáš Thurn (Lipnicei vár, 1567. február 24. – Pernau, Livónia, 1640. január 28.) a harmincéves háborúban fontos szerepet játszó cseh gróf.

## Életpályája
Ifjú korában II. Rudolf szolgálatában állt; a törökök ellen küzdött, amiért jutalmul a karlsteini várgróf rangját kapta. Buzgó protestáns létére tagja volt a cseh ellenzéknek és többedmagával kieszközölte Rudolf királytól a felséglevelet. 1618. május 23-án Prágában a felkelés élére állott és a rendek által a cseh zsoldoshad vezérének választatott. Ebben az állásban barátságot kötött Bécsben Bethlen Gábor bizalmi emberével, Thurzó Szaniszlóval, aki azután a pozsonyi országgyűlés (1619), sőt Bethlen Gábort is megnyerte a cseh szövetség eszméjének. Bethlen elhatározta, hogy kardjával megsegíti a cseheket és megkezdte első felkelését. Míg ő maga a felvidéket és Pozsonyt kerítette hatalmába, Rhédey Mihály lovasvezérét Morvaországba küldötte, ahol ez 1619. október 12-én Neumühlnél Thurn csapataival egyesült (Thurn ekkor a morva hadakat vezényelte, a csehek Anhalti Keresztély alatt állottak). Miután a magyar, morva és cseh csapatok Pozsonynál Bethlen főhadával egyesültek, Bécs előtt termettek és a székváros ostromához fogtak. El is foglalták volna, ha ostromágyúik lettek volna és ha Homonnai Gy., Bethlen régi ellensége és versenytársa, lengyel zsoldosok élén be nem tört volna a Felvidékre. E hírre azonban Bethlen Gábor otthagyta a floridsdorfi sáncokat és Pozsonyban fegyverszünetet kötött Ferdinánddal. De nyomban rá védő és támadó szövetséget kötött Frigyes cseh királlyal, akit segédcsapatokkal is támogatott. Ezek azonban Thurn tanúsága szerint a Fehérhegyen vívott csatában megfutottak, Csehország pedig II. Ferdinánd bosszújának áldozatul esett. Maga Thurn kétségbeesésében Bethlen udvarába menekült, akinek követét, Kapy Andrást (1622 augusztus) azután Konstantinápolyba kísérte. A török fővárosban mind a ketten azon fáradoztak, hogy a nagyvezírt és Thomas Roe-t, I. Jakab angol király követét szövetségre bírják II. Ferdinánd ellen. Az angol követ és ura azonban erről hallani sem akartak, míg a porta csak feltételesen biztatta Bethlent támogatásáról. Május 23-án Thurn visszaérkezett Erdélybe és ezentúl Bethlen zászlaja alatt harcolt. Részt vett az 1623. évi  második felkelésben, amelynek folyamán a Nagyszombat előtt táborozó német zsoldosokat megtámadta és elfogta. A hadjárat befejezése után Hágába utazott a földönfutó „téli király”-hoz, akit Bethlen nevében kitartásra buzdított. Azután II. Ernő mansfeldi gróf  táborába ment, de itt arról értesült, hogy a velencei köztársaság őt Bethlen ajánlatára 500 arany fizetéssel fővezérré választotta. Miután két évig a signoriát szolgálta, visszatért Németországba, ahol 1626-ban Sziléziában kis hadat vezényelt, de Wallenstein legyőzte őt. Ezután Gusztáv Adolfhoz csatlakozott, részt vett a breitenfeldi (1631) és a lützeni (1632) csatában. A svéd király halála után Sziléziában harcolt a császáriak ellen, Wallensteinnal folytatott (eredménytelen) alkudozásokat és 1633 októberében az Odera melletti Steinaunál a császáriak fogságába esett. Nemsokára azonban szabadságát visszanyerte és a svédek soraiban folytatta a harcot. 1636-ban Stockholmban emlékiratot tett közzé, amelyben eljárását igazolta (Defension-Schrift). Hazáját többé nem látta.